# Robert Morris (matemático)
Robert „Rob“ D. Morris é um matemático britânico, que trabalha com teoria dos grafos e combinatória.
Morris estudou na Universidade de Cambridge (Christ’s College). Obteve um doutorado em 2006 na Universidade de Memphis, orientado por Béla Bollobás, com a tese Phase transitions in combinatorics. No pós-doutorado esteve em Tel Aviv, Tóquio e no Instituto de Matemática Pura e Aplicada (IMPA) no Rio de Janeiro, onde é professor associado.
Recebeu o Prêmio Europeu de Combinatória de 2015 e o Prêmio George Pólya de Combinatória de 2016, juntamente com Wojciech Samotij e József Balogh.
Foi palestrante convidado do Congresso Internacional de Matemáticos no Rio de Janeiro (2018: The method of hypergraph containers).

## Publicações selecionadas
- com Noga Alon, Jozsef Balogh, W. Samotij: A refinement of the Cameron-Erdös Conjecture, Proc. London Mathematical Society, Volume 108, 2014, p. 44–72. Arxiv
- com Balogh, Samotij: Independent sets in hypergraphs,  J. AMS, Volume 28, 2015, p. 669–709, Arxiv 2012
- com J. Balogh, W. Samotij, Lutz Warnke: The  typical  structure  of  sparse {\displaystyle K_{r+1}}-free graphs., Transactions AMS, Arxiv 2013
- com B. Bollobas, J. Balogh: Bootstrap percolation in three dimensions.  Annals of  Probability, Volume 37, 2009, p. 1329–1380. Arxiv
- com Bela Bollobas, J. Balogh, Hugo Duminil-Copin: The sharp threshold for bootstrap percolation in all dimensions, Trans. Amer. Math. Soc., Volume 364 2012, p. 2667–2701. Arxiv
- com Bela Bollobas, Paul Balister: The sharp threshold for making squares, Arxiv 2016
- com Béla Bollobás, Hugo Duminil-Copin, Paul Smith: Universality of two-dimensional critical cellular automata, Arxiv 2014
- com Gonzalo Fiz Pontiveros, Simon Griffiths: The triangle-free process and R(3,k), Memoirs AMS, Arxiv 2013
- com Gonzalo Fiz Pontiveros, Simon Griffiths,  David Saxton, Jozef Skokan: On the Ramsey number of the triangle and the cube, Arxiv 2013
- com J. Balogh, B. Bollobás: Hereditary properties of ordered graphs. In: Topics in Discrete Mathematics, Alg. Combin., 26, Springer, Berlim, 2006, p. 179–213, Arxiv
- com J. Balogh, B. Bollobás: Hereditary properties of partitions, ordered graphs and ordered hypergraphs, European J. Combin., 27 (2006), 1263–1281, Arxiv